# Falsus procurator
Falsus procurator (lat. wörtlich: „falscher Vertreter“) ist der juristische Fachbegriff für einen Vertreter ohne Vertretungsmacht (österr. Scheinvertreter). Der Begriff stammt aus dem römischen Recht. Die weibliche Form ist falsa procuratrix. Wer im Namen eines anderen rechtliche Erklärungen abgibt, z. B. einen Kaufvertrag abschließt, ohne dazu bevollmächtigt zu sein, handelt als falsus procurator. 
Für den Vertragspartner ist oft nicht erkennbar, dass er es mit einem falschen Vertreter zu tun hat. Das abgeschlossene Rechtsgeschäft, von dem der angeblich Vertretene in der Regel ebenfalls nicht weiß, ist jedoch mangels wirksamer Vertretung zunächst „schwebend“ unwirksam. Dieser Rechtsmangel kann im deutschen Recht durch die nachträgliche Zustimmung (Genehmigung) des Vertretenen „geheilt“ werden. Dann wird das Geschäft wirksam, als wäre der Vertreter von Anfang an bevollmächtigt gewesen. Im österreichischen Recht kann das schwebend unwirksame Rechtsgeschäft ebenso durch Zustimmung des Geschäftsherrn nachträglich genehmigt und somit geheilt werden (Konvaleszenz).
Solange der Vertretene den Vertrag nicht genehmigt hat, steht dem Vertragspartner ein Widerrufsrecht zu. Dies gilt jedoch nicht, wenn er bereits bei Vertragsschluss wusste, dass er es mit einem falsus procurator zu tun hat.
Genehmigt der Vertretene das Geschäft nicht, ist dieses endgültig unwirksam. Der Vertragspartner ist jedoch nicht schutzlos. Nach deutschem Recht kann er sich an den falsus procurator halten und von diesem entweder Erfüllung des Vertrages oder Schadensersatz verlangen.

## Rechtslage in Deutschland
Die dargestellten Voraussetzungen und Rechtsfolgen einer Vertretung ohne Vertretungsmacht sind in Deutschland in den § 177, § 178 und § 179 Bürgerliches Gesetzbuch (BGB) geregelt, sofern keine Spezialvorschriften einschlägig sind (beispielsweise § 41 Absatz 1 AktG, § 11 Absatz 2 GmbHG, § 54 Satz 2 BGB) oder eine Anscheinsvollmacht oder Duldungsvollmacht (sofern verfassungsgemäß) vorliegen.

### Rechtsfolgen
Handelt jemand als Vertreter ohne Vertretungsmacht, ist das zugrunde liegende, mindestens zweiseitige Rechtsgeschäft zwischen dem vermeintlichen Vertreter und dem Geschäftsgegner (also demjenigen gegenüber, der als falsus procurator gehandelt hat) zunächst schwebend unwirksam (vgl. § 177 Absatz 1 BGB). 
Bei einem einseitigen nicht empfangsbedürftigen Rechtsgeschäft (beispielsweise einer Schenkung) ist eine Vertretung ohne Vertretungsmacht gem. § 180 Satz 1 BGB nicht möglich und eine Genehmigung damit ausgeschlossen. In diesem Fall ist auch eine Haftung nach § 179 BGB analog nicht möglich. In Frage kommt hier nur eine Haftung nach allgemeinen Grundsätzen, beispielsweise deliktisch gem. §§ 823 ff. BGB.
Bei einem einseitigen empfangsbedürftigen Rechtsgeschäft (beispielsweise einer Kündigung) gilt § 180 Satz 2 und 3 BGB. Hat der Geschäftsgegner des vollmachtlos Handelnden die vermeintliche Vertretungsmacht nicht beanstandet oder war er einverstanden, finden die Regeln über Verträge (also die §§ 177 ff. BGB) entsprechende Anwendung.
Die schwebende Unwirksamkeit kann durch folgende Möglichkeiten beseitigt werden:
- Der Geschäftsgegner widerruft § 178 Satz 1 BGB. Dies kann durch eine empfangsbedürftige Willenserklärung gegenüber dem Vertreter oder gegenüber dem Vertretenen, § 178 Satz 2 BGB geschehen. Die Erklärung kann auch konkludent, d. h. durch schlüssiges Handeln erfolgen. Dabei muss jedoch der Geschäftsgegner erkennen lassen, dass er das zugrundeliegende Rechtsgeschäft aufgrund des Mangels in der Vertretungsmacht nicht gelten lassen möchte. Damit liegt kein konkludenter Widerruf vor, wenn der Geschäftsgegner beispielsweise wegen Mängeln einer Sache widerruft. Im Falle eines wirksamen Widerrufs wird das zugrundeliegende, schwebend unwirksame Rechtsgeschäft rückwirkend vernichtet. Der Widerruf ist entgegen der Regelung des § 178 BGB ausgeschlossen, wenn der Geschäftsgegner den Mangel bei Vertragsschluss gekannt hat. Grob fahrlässige Unkenntnis oder Kennenmüssen schaden jedoch nicht.[1]
- Der Geschäftsgegner fordert den Vertretenen zu einer Erklärung über die Genehmigung auf, § 177 Absatz 2 Satz 1 BGB. In dem Fall kann die Genehmigung des Rechtsgeschäfts vom Vertretenen nur gegenüber dem Geschäftsgegner erfolgen; eine Erklärung der Verweigerung oder Genehmigung des Vertretenen gegenüber dem Vertreter wird hierdurch unwirksam. Erfolgt die Erklärung des Vertretenen nicht innerhalb einer Frist von zwei Wochen nach Empfang der Aufforderung des Geschäftsgegners, gilt sie als verweigert, § 177 Absatz 2 Satz 2 BGB.
- Genehmigung durch den Vertretenen (§ 177, § 182 ff. BGB). Der Vertretene kann sowohl gegenüber dem Geschäftsgegner als auch gegenüber dem Vertreter das Rechtsgeschäft genehmigen, sofern eine Aufforderung nach § 177 Absatz 2 Satz 1 BGB noch nicht vorliegt. Durch die Genehmigung wird das schwebend unwirksame Rechtsgeschäft rückwirkend wirksam (§ 182, § 184 Absatz 1 BGB). Nach Rechtsprechung des BGH[2] kann diese Genehmigung auch dann formfrei erfolgen, wenn das Rechtsgeschäft formbedürftig war (beispielsweise im Falle eines Kaufvertrags über ein Grundstück nach § 311b Absatz 1 BGB). Diese Rechtsauffassung ist in der Literatur umstritten.[3]
- Der Vertretene verweigert die Genehmigung; damit wird das Rechtsgeschäft endgültig unwirksam.

#### Mögliche Ansprüche des Geschäftsgegners gegen den falsus procurator
Im Falle der endgültigen Unwirksamkeit des Rechtsgeschäfts haftet der Vertreter ohne Vertretungsmacht nach den §§ 179 ff. BGB. Diese Haftung ist verschuldensunabhängig (so genannte Garantiehaftung), d. h. der Vertreter ohne Vertretungsmacht haftet auch bei nicht fahrlässigem oder nicht vorsätzlichem Handeln. Der Umfang der Haftung besteht je nach Wahl des Geschäftsgegners auf Erfüllung des Rechtsgeschäfts oder auf Schadensersatz, der auf das Erfüllungsinteresse beschränkt ist. Im Falle der Nichtkenntnis des Vertreters von seiner fehlenden Vertretungsmacht ist jedoch die Haftung auf den Vertrauensschaden begrenzt (§ 179 Absatz 2 BGB). Ein Haftungsausschluss nach § 179 Absatz 3 BGB besteht, je nach Sachlage, ebenfalls.

#### Mögliche Ansprüche des falsus procurator gegen den Vertretenen
Der Vertreter ohne Vertretungsmacht kann, falls die Vertretung im Interesse und im wirklichen oder mutmaßlichen Willen des Vertretenen bestand, den Ersatz der Aufwendungen nach § 683, § 670 BGB (Geschäftsführung ohne Auftrag) verlangen. In Frage kommen auch Ansprüche aufgrund des Vertrauens auf eine nicht bestehende Vollmacht, aus § 122 BGB analog.

#### Mögliche Ansprüche des Vertretenen gegen den falsus procurator
Im Falle der Genehmigung des Vertretenen hat dieser möglicherweise einen Anspruch aus ungerechtfertigter Geschäftsführung ohne Auftrag nach § 678 BGB oder aus unerlaubter Handlung (§§ 823 ff. BGB).

#### Mögliche Ansprüche des Geschäftsgegners gegen den Vertretenen
Handelte der falsus procurator als so genannter Verrichtungsgehilfe des Vertretenen, kommt ein Anspruch aus § 831 BGB in Betracht, wenn dieser den Geschäftsgegner deliktisch geschädigt hat. Ein Anspruch aus Verschulden bei Vertragsverhandlungen (culpa in contrahendo, §§ 280 Absatz 1, § 311 Absatz 2, § 241 Absatz 2 ggf. in Verbindung mit § 278 BGB) kommt dann in Frage, wenn der Vertretene gewusst hat oder hätte wissen müssen, dass der falsus procurator keine Vertretungsmacht hatte oder ihn bewusst eingeschaltet hat. 
Hat der Geschäftsgegner dem Vertretenen geleistet, kommt ein Anspruch auf Leistungskondiktion nach § 812 Absatz 1 Satz 1 BGB in Betracht.

## Rechtslage in Österreich
In Österreich sind die Voraussetzungen und Rechtsfolgen der Stellvertretung im 22. Hauptstück (§§ 1002–1044) des ABGB geregelt. Unter anderem eben auch die Folgen der mangelnden Vertretungsvollmacht (Scheinvertretung, falsa procuratio).